# Emmaberg
Emmaberg (en limbourgeois : D'n Emmaberg) est un hameau néerlandais dans la commune de Fauquemont-sur-Gueule, dans la province du Limbourg néerlandais.
Emmaberg est situé sur la route de Fauquemont à Hulsberg. Le hameau héberge une tour hertzienne de 150 m de haut.

## Histoire
Jusqu'en 1981 Emmaberg faisait partie de la commune de Hulsberg.